# Дитятківська сільська рада
| Дитятківська сільська рада —колишній орган місцевого самоврядування у Іванківському районі Київської області з адміністративним центром у с. Дитятки. Сільській раді були підпорядковані населені пункти: - с. Дитятки - с. Зорин - с. Фрузинівка |

## Склад ради
Рада складається з 14 депутатів та голови.

### Керівний склад ради
| ПІБ                           | Основні відомості                                                         | Дата обрання | Дата звільнення |
| ----------------------------- | ------------------------------------------------------------------------- | ------------ | --------------- |
| Нечипоренко Катерина Іванівна | Сільський голова, 1956 року народження, освіта, позапартійна              | 26.03.2006   | 31.10.2010      |
| Нечипоренко Катерина Іванівна | Сільський голова, 1956 року народження, освіта вища, член Партії регіонів | 31.10.2010   |                 |

Примітка: таблиця складена за даними джерела